# Antonio Zeno Shindler
Antonio Zeno Shindler (1823 – 9 août 1899) est un photographe et artiste américain qui travailla pour la Smithsonian Institution, s'étant spécialisé dans des sujets ethnographiques.

## Biographie
La première partie de sa vie est mal connue. Il serait né sous le nom d'Antonio Zeno en 1823 en Bulgarie ou en Roumanie et aurait quitté son pays après l'extermination de sa famille dans une vendetta. Il gagne Genève en Suisse et rencontre un Français nommé Shindler qui le prend sous son aile. Il se rend avec lui à Paris où il étudie l'art et adopte le nom de son protecteur.
Il se rend ensuite aux États-Unis et enseigne le dessin à la Pennsylvania Academy of the Fine Arts de Philadelphie. À Philadelphie, il épouse en 1852 une française, Justina Fontaine, avec qui il a une fille l'année suivante. Le couple s'installe en 1867 à Washington où Shindler acquiert la propriété de l'éminente Addis Photographic Gallery. Il est ensuite chargé par le philanthrope anglais William Henry Blackmore (en) de faire des copies des photographies de sa collection et de réaliser des peintures de certaines images pour créer le catalogue de l'exposition Photographic Portraits of North American Indians pour la Smithsonian Institution.
Shindler continue à travailler pour la Smithsonian Institution après l'exposition jusqu'à sa mort le 9 août 1899 consécutive de blessures reçues lors d'une chute d'un tramway.

## Galerie

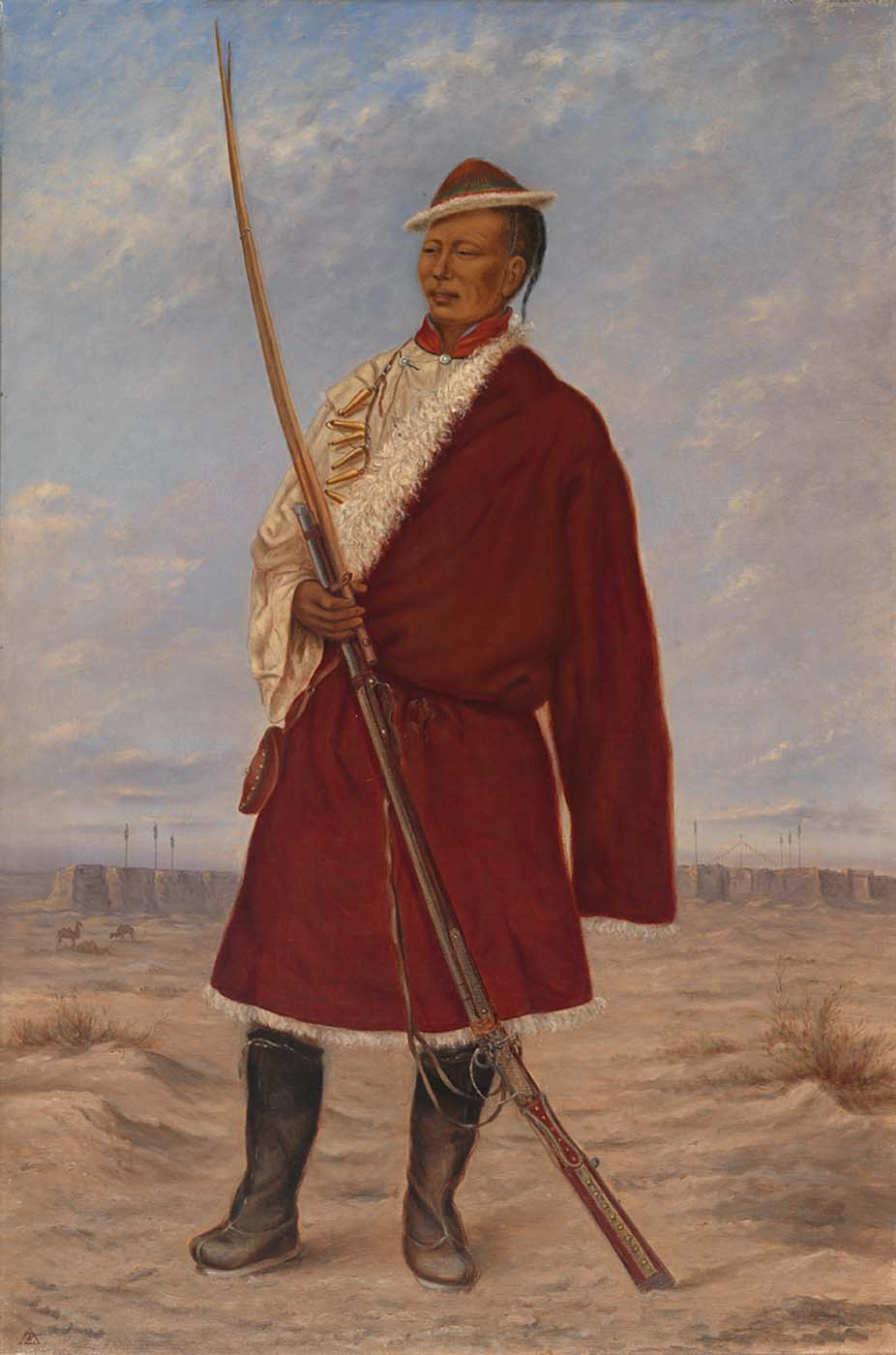
Homme tibétain.
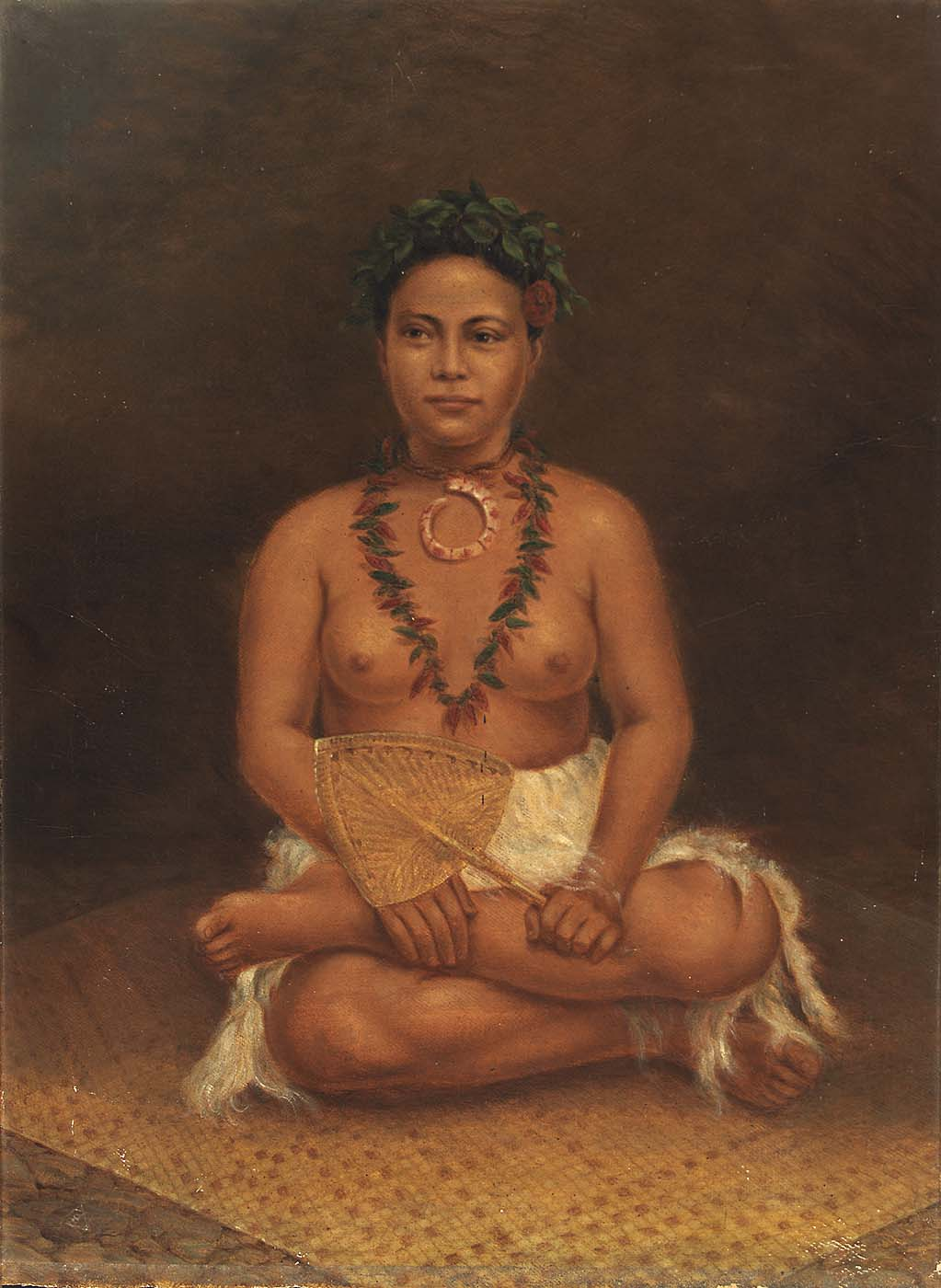
Femme samoane.
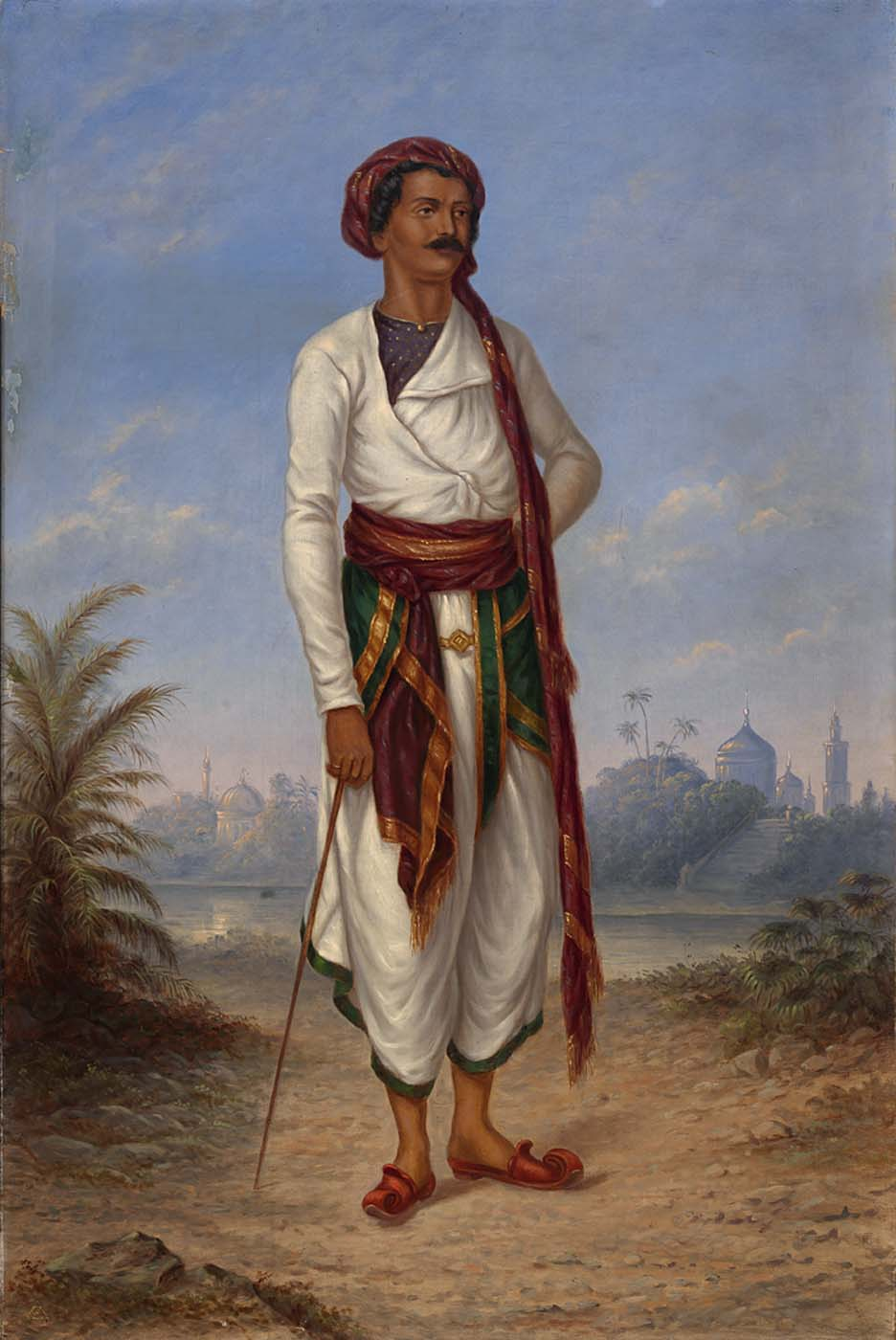
Homme hindou.
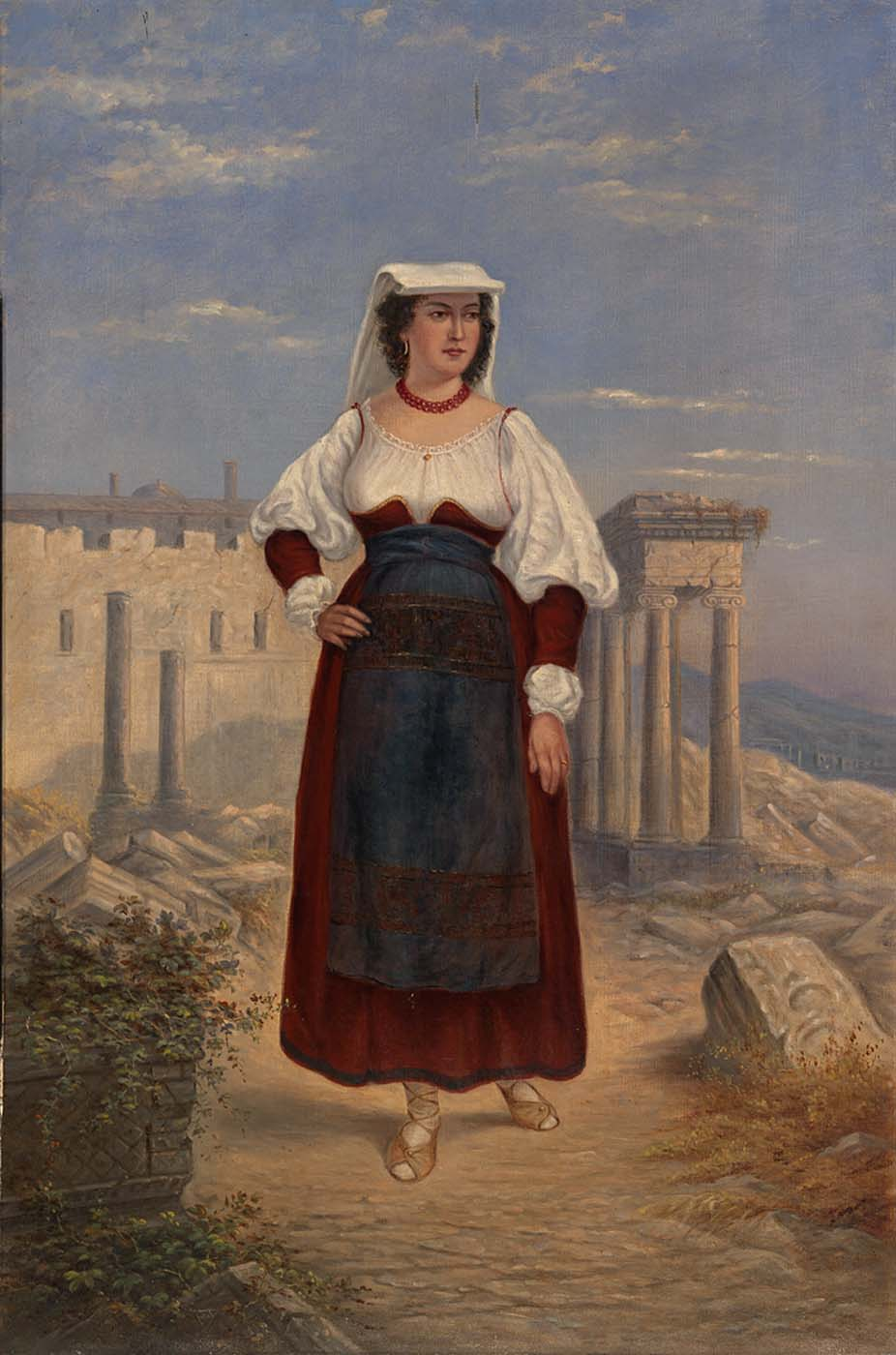
Femme italienne.